# Aldeaseca de la Frontera
Aldeaseca de la Frontera település Spanyolországban, Salamanca tartományban.  Lakosainak száma 248 fő (2024).

## Népesség
A település népessége az elmúlt években az alábbi módon változott:
| Lakosok száma | 351  | 331  | 329  | 332  | 312  | 290  | 280  | 261  | 251  | 248  |
|               | 2001 | 2004 | 2007 | 2009 | 2012 | 2014 | 2017 | 2019 | 2022 | 2024 |